# William Alexander Griffith

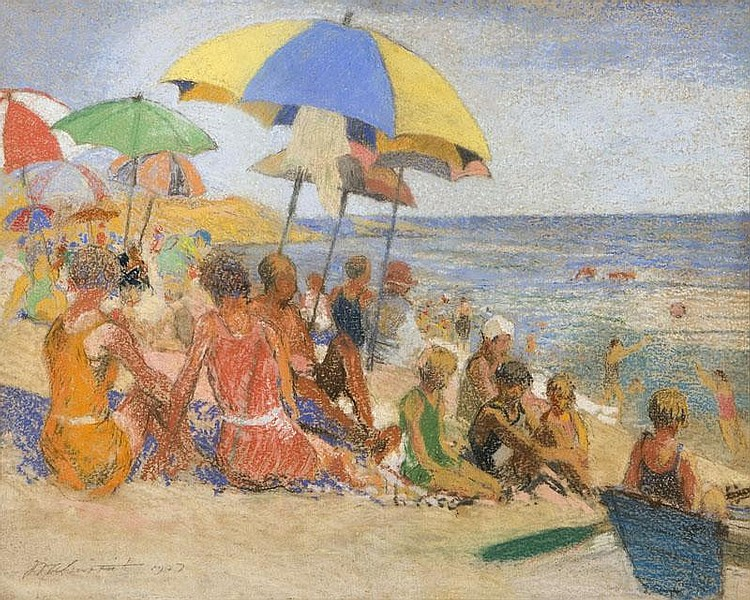
William Alexander Griffith: Laguna Beach, Kalifornien (Pastell auf Leinen, auf Karton aufgezogen)

William Alexander Griffith (* 19. August 1866 in Lawrence, Kansas; † 25. Mai 1940 in Bloomington, Indiana) war ein US-amerikanischer Landschaftsmaler und Kunstpädagoge.

## Leben
William Alexander Griffith wurde 1866 in Lawrence, Kansas, geboren. Er studierte an der School of the Art Institute of Chicago sowie später an der Académie Julian in Paris. Viele Jahre lang unterrichtete er Malerei an der University of Kansas, bis er 1918 für ein Sabbatjahr nach San Diego kam. Er war so begeistert von den malerischen Möglichkeiten dieses Bundesstaates, dass er seine Position als Leiter der Kunstabteilung aufgab, um sich ganz der Malerei zu widmen. Er zog mit seiner Frau und seinen fünf Kindern nach Kalifornien. In Laguna Beach ließ er sich nieder und wurde zusammen mit seinen Malerkollegen und Nachbarn Edgar und Elsie Payne, William Wendt, Anna Althea Hills und Frank Cuprien Gründungsmitglied der Laguna Beach Art Association.

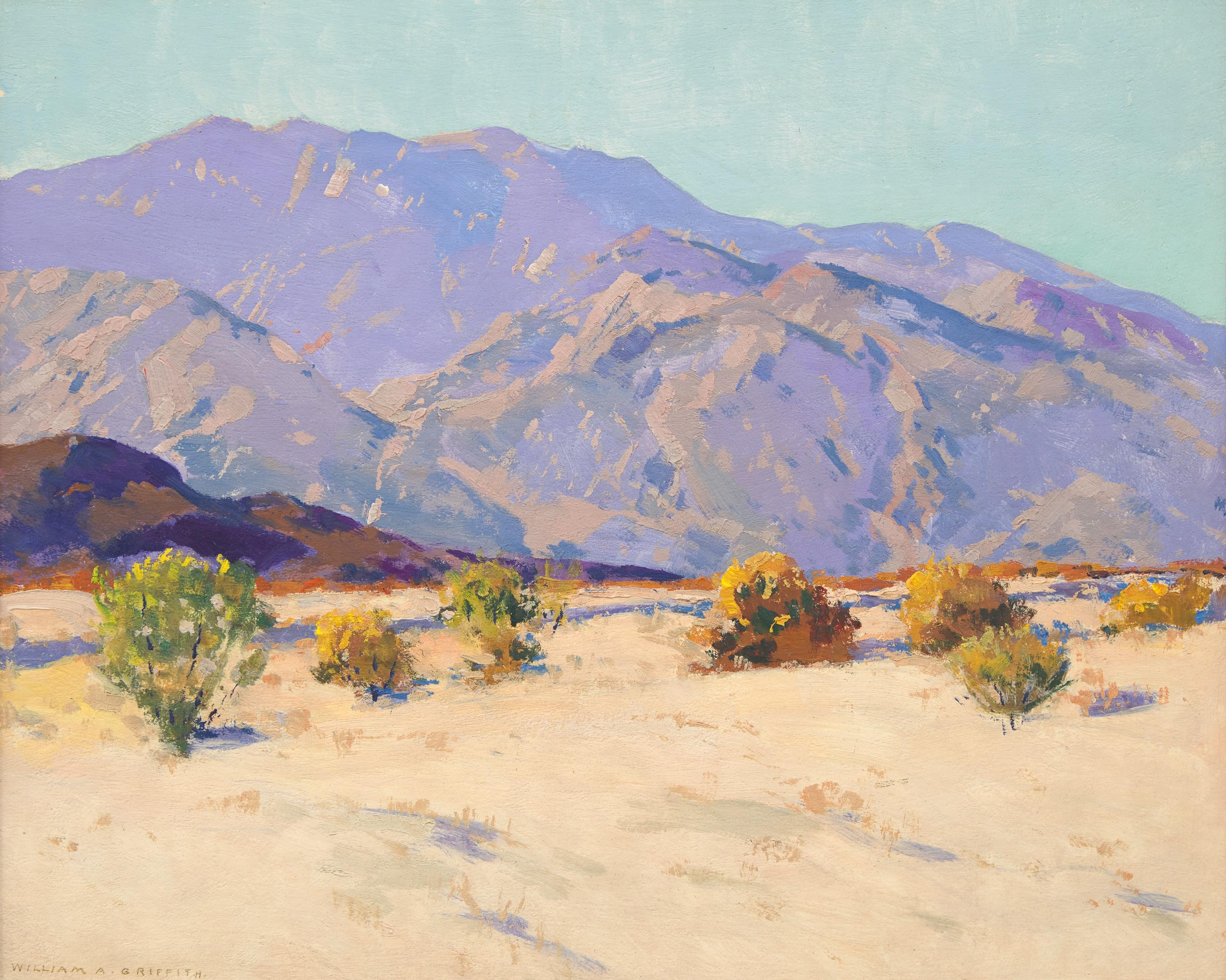
William Alexander Griffith: San Jacinto Landscape (Öl auf Holz)

William Griffith war von 1920 bis 1921 sowie von 1925 bis 1927 Präsident der Laguna Beach Art Association. Er half bei der Beschaffung von Finanzmitteln für den Bau der permanenten Galerie am Cliff Drive, dem Vorgänger des heutigen Laguna Art Museums.

## Werk

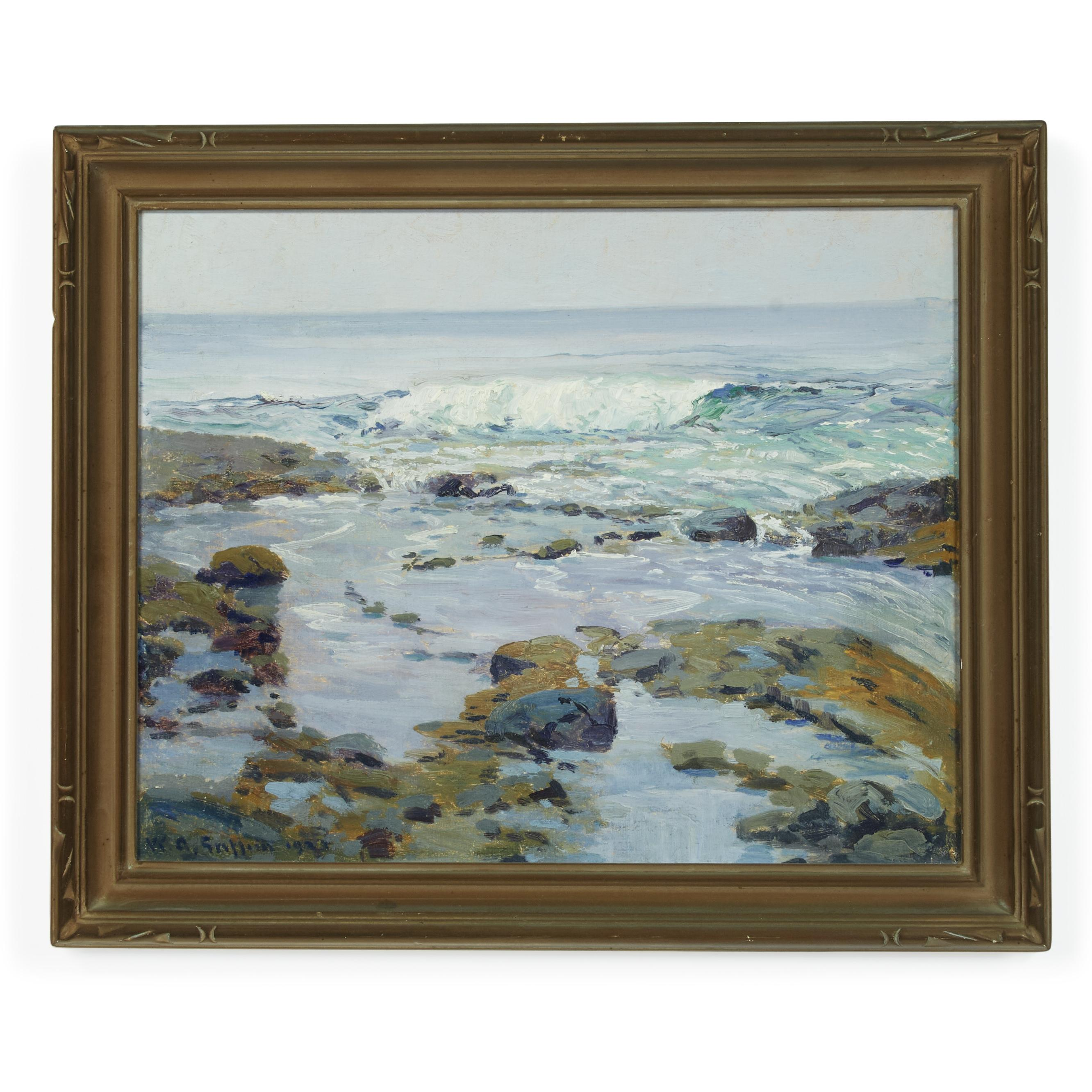
William Alexander Griffith: Low Tide, Laguna Beach (Öl auf Leinwand)

William Griffith war vor allem für seine Landschaftsgemälde bekannt, die häufig Szenen aus dem Mittleren Westen der USA zeigen. Sein Stil ist vom Impressionismus beeinflusst und zeichnet sich durch eine lockere Pinselführung und eine nuancierte Farbpalette aus. Viele seiner Werke entstanden en plein air.